# Herald Cox

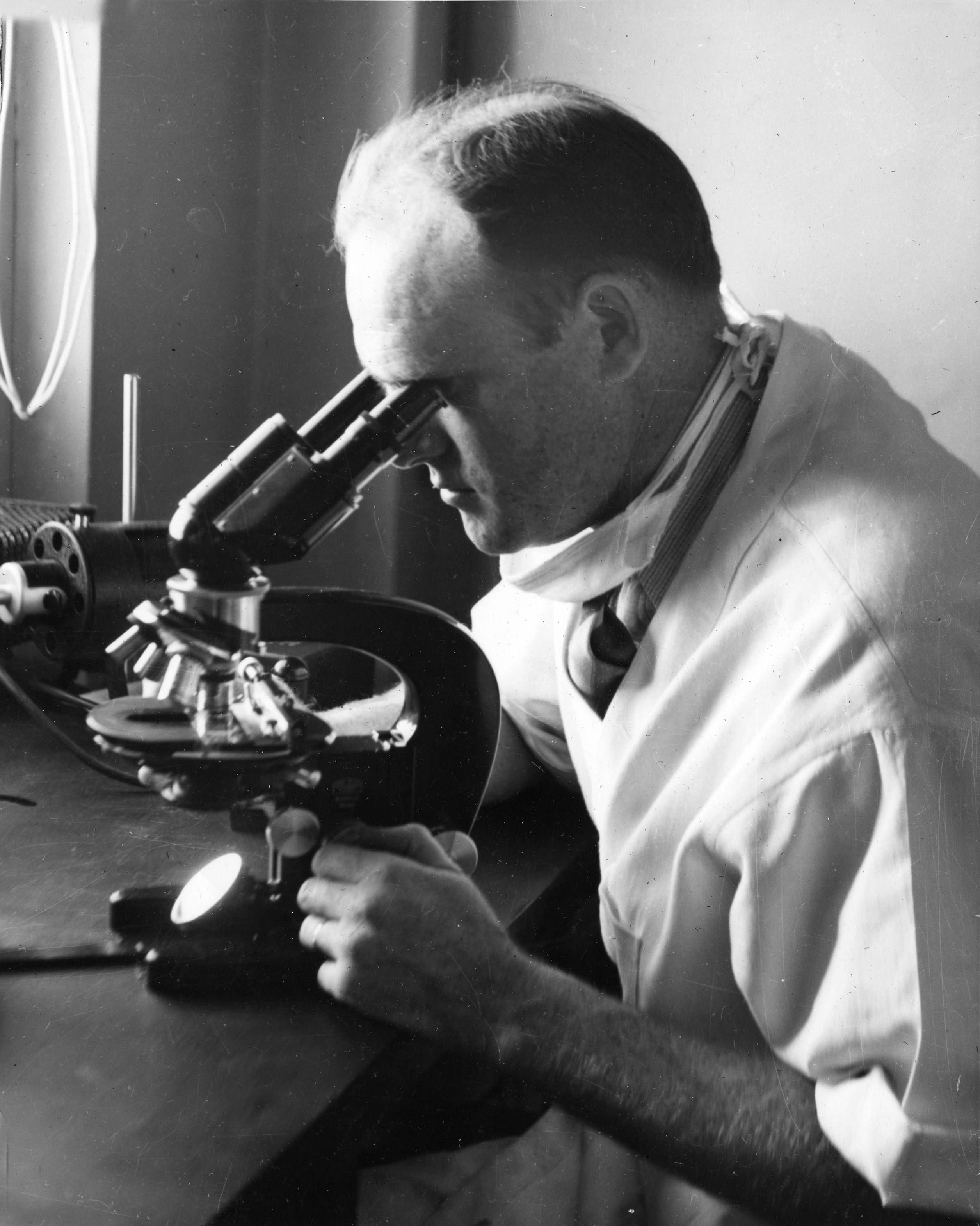
Herald Cox am Mikroskop, RML, 1938

Herald Rea Cox (* 28. Februar 1907 in Rosedale, Indiana; † 17. August 1986 in Hamilton, Montana) war ein amerikanischer Mikrobiologe. Ab Ende der 1940er Jahre war er einer der Entwickler der Schluckimpfung gegen Kinderlähmung. Die Familie der Bakterien Coxiellaceae ist nach ihm benannt.

## Leben
Herald Cox wuchs in Rosedale auf und zog 1917 mit seiner Familie nach Terre Haute, wo sein Vater Leo Cox eine Autowerkstatt eröffnet hatte. Dort besuchte Herald Cox bis 1924 die Garfield High School und studierte anschließend Biologie an der Indiana State Normal School. Nach seinem Bachelor-Abschluss 1928 ging Cox nach Baltimore an die Johns Hopkins University, wo er bei dem Immunologen Roscoe R. Hyde (1884–1943) zum Sc.D. promoviert wurde.
Nach seiner Promotion erfüllte er zunächst Lehraufgaben an der Johns Hopkins University und ging dann nach New York City ans Rockefeller Institute for Medical Research. Dort arbeitete er unter anderem an Impfstoffen gegen die Westliche Pferdeenzephalomyelitis.
Im Jahr 1936 wurde Cox vom U.S. Public Health Service an die Rocky Mountain Labs (RML) in Hamilton, Montana, entsandt, um dort Therapien für das von Zecken übertragene Rocky-Mountain-Fleckfieber (RMSF) zu entwickeln. Die Letalitätsrate bei dieser durch das Bakterium Rickettsia rickettsii hervorgerufenen Erkrankung lag damals bei 90 %. Bis 1941 arbeitete Cox dort an der Entwicklung eines sicheren Impfstoffes. Im Zuge seiner Arbeit entstanden auch neue Methoden der Kultivierung von Rickettsien und Viren in den Dottersäcken von Hühnerembryonen.
Außerdem war Cox am RML an der Erforschung des Q-Fiebers beteiligt. Die Erkrankung war 1935 von Edward Holbrook Derrick (1898–1976) in Brisbane in Australien erstmals beschrieben worden; die ebenfalls in Brisbane tätigen Forscher Frank Macfarlane Burnet und Mavis Freeman isolierten den Erreger 1937 aus erkrankten Patienten. Cox und seinem Kollegen Gordon Davis (1889–1977) gelang es 1938 am RML, die Übertragungswege der Krankheit zu entdecken, den Erreger aus Zecken zu isolieren und einen Impfstoff zu entwickeln. Der von Cox und Davis vorgeschlagene Name für das Bakterium war Rickettsia diaporica; die Benennung Coxiella burnetii nach Cox (und Burnet) wurde erstmals 1943 von Cox’ Kollegen Cornelius B. Philip (1900–1987) vorgeschlagen, nachdem sich herausgestellt hatte, dass eine nähere Verwandtschaft mit Rickettsia rickettsii gar nicht bestand. Im Jahr 2005 wurde auch die das Bakterium enthaltende Familie Coxiellaceae nach Cox benannt.
Ebenfalls während seiner Tätigkeit am RML entwickelte Cox einen Impfstoff gegen Typhus, der starken Einsatz bei den amerikanischen Truppen während des Zweiten Weltkriegs fand.
Im Jahr 1942 nahm Cox ein Angebot der American Cyanamid Company an und ging zurück nach New York, um dort für die nächsten 26 Jahre als Leiter der Viren- und Rickettsienforschung bei den Lederle Laboratories in Pearl River zu arbeiten. Bei Lederle entwickelte Cox unter anderem einen verbesserten Tollwutimpfstoff für Hunde.
Seinen wichtigsten Erfolg in den Lederle Laboratories hatte Cox aber als Leiter des Virusforschungsteams, das 16 Jahre lang an einem Lebendimpfstoff gegen Polio arbeitete. Zu seinem Team gehörte auch Hilary Koprowski, dem die Arbeit zunächst entscheidende Impulse verdankte. Allerdings kam es zum Zerwürfnis zwischen Cox und Koprowski, weil dieser Anfang 1950 ohne Wissen von Cox erste klinische Tests des Polio-Impfstoffs aus abgeschwächten Erregern vorgenommen hatte; Koprowski verließ das Lederle-Forschungsteam im Jahr 1957.
Obwohl das Team von Cox den ersten wirksamen Polio-Impfstoff entwickelt hatte, gelang es nicht mehr, das Produkt zur Marktreife zu entwickeln: Ein unterdessen von Jonas Salk an der University of Pittsburgh entwickelter, intramuskulär injizierter Totimpfstoff aus mit Formaldehyd abgetöteten Polioviren wurde bereits 1954 in großen Versuchsreihen getestet und 1955 zugelassen. Parallel arbeitete Albert Sabin an der University of Cincinnati an einen konkurrierenden Lebendimpfstoff. Da Salks Impfstoff, dessen geringere Wirksamkeit sich erst nach der Zulassung herausstellte, nunmehr als etabliert galt, griff Sabin zur Durchführung der klinischen Versuche auf ein Angebot der Sowjetunion zurück. Dort wurde sein Impfstoff unter Leitung von Michail Tschumakow (1909–1993) weiterentwickelt und 1958/59 in klinischen Studien erprobt; unmittelbar im Anschluss begann der großflächige Einsatz der Schluckimpfung in der Sowjetunion und den verbündeten Staaten. Gleichzeitig wurde in den USA und Westeuropa aufgrund weiterhin bestehender medizinischer (Verabreichung lebenden Virenmaterials) und nunmehr auch ideologischer (Entwicklung in der Sowjetunion) Vorbehalte weiter primär auf die Injektionen nach Salk gesetzt. Zumindest gelegentlich wurde aber auch auf die Schluckimpfung nach Cox zurückgegriffen, so Mitte 1960 in West-Berlin, wo man das Eindringen abgeschwächter Polioviren aus dem bereits stark durchimpften Ost-Berlin befürchtete, aber den Ostblockimpfstoff nicht verwenden wollte.
Aufgrund der nicht zu ignorierenden Erfolgsquote der Sabin-Tschumakow-Schluckimpfung empfahl schließlich der U.S. Public Health Service im August 1960 die von Sabin entwickelten Virenstämme für die Schluckimpfung, und in den Folgejahren kam dieser Impfstoff weltweit zum Einsatz. Das bedeutete auch das Ende der eigenständigen Entwicklung der Cox-Schluckimpfung; im Jahr 1963 brachte Lederle selbst einen trivalenten Schluckimpfstoff mit den drei Sabin-Stämmen unter dem Namen Orimune auf den Markt, der in den USA zum meistverwendeten Polio-Impfstoff avancierte.
Im Jahr 1961 wurde Cox für ein Jahr zum Präsidenten der American Society for Microbiology gewählt.
Cox wurde 1968 Leiter der Krebsforschung beim Roswell Park Memorial Institute (RPMI) und ging 1972 in den Ruhestand, den er in Hamilton, Montana, verlebte.
Von 1932 bis zu seinem Tod war er mit Marion Curry (1910–1990) verheiratet. Das Ehepaar hatte eine Tochter und zwei Söhne.

## Ehrungen
- 1941: Theobald Smith Award in Medical Science der American Association for the Advancement of Science (AAAS)
- 1942: Ehrendoktorwürde der University of Montana
- 1946: Typhus Medal des Kriegsministers
- 1951: Howard Taylor Ricketts Award der University of Chicago
- 1964: Ehrendoktorwürde des Indiana State College
- 1972: Ehrendoktorwürde des Roswell Park Memorial Institute